# Microsoft Lumia 540
Microsoft Lumia 540 là một chiếc điện thoại thông minh Microsoft Lumia chạy Windows Phone 8.1 với 1 GB RAM được ra mắt tại thị trường Ấn Độ, Trung Đông, châu Phi và châu Á Thái Bình Dương. Các thông số kỹ thuật khác tương tự như các thiết bị trong dòng Lumia 5xx.
Do sản phẩm này quá mới, nó hiện là thiết bị Lumia tương thích duy nhất (chạy Windows Phone 8 hoặc 8.1, vì các thiết bị Windows Phone 7 không tương thích) chưa hỗ trợ Windows 10 Mobile Insider Preview (không bao gồm các biến thể của các nhà mạng), nhưng các bản xem trước tiếp theo dự kiến sẽ được hỗ trợ.

## Sự đón nhận
Chiếc Microsoft Lumia 540 Hai SIM nhận được phản hồi tích cực nhưng lại bị chỉ trích vì không đưa ra một bản nâng cấp trên các thiết bị dòng Lumia 5xx trước.